# (27679) 1981 EA5
A (27679) 1981 EA5 a Naprendszer kisbolygóövében található aszteroida. Schelte J. Bus fedezte fel 1981. március 2-án.